# 延岡ラジオ中継局
延岡ラジオ中継局（のべおかラジオちゅうけいきょく）は、宮崎県延岡市に置かれているラジオ中継局。なお、正式な中継局名は、NHKで「延岡ラジオ中継放送所」、MRTで「延岡ラジオ送信所」であるが、本項では便宜上「延岡ラジオ中継局」として記述する。

## 概要
- 当ラジオ中継局は、県北部の広範囲に電波を発射している。

## 施設概要
| 放送局名         | コールサイン | 周波数  | 空中線電力 | 放送対象地域 | 放送区域内世帯数 |
| ---------------- | ------------ | ------- | ---------- | ------------ | ---------------- |
| NHK宮崎ラジオ第1 | 無し         | 621kHz  | 1kW        | 宮崎県       | -世帯            |
| NHK宮崎ラジオ第2 | 無し         | 1602kHz | 1kW        | 全国         | -世帯            |
| mrt宮崎放送      | 無し         | 936kHz  | 1kW        | 宮崎県       | -世帯            |

### コールサインに関する補足
- かつてNHK宮崎ラジオ第1には「JOMT」、ラジオ第2には「JOMX」が割り当てられていたが、共に現在は廃止されている。なお、ラジオ第2の「JOMX」は、1995年に開局した東京メトロポリタンテレビジョン（TOKYO MX）に再付与された。
- 同様に、MRTには、「JONL」が割り当てられていたが、現在は廃止されている。

## 置局住所
- NHK…延岡市出北6丁目2178番1号の延岡市立東小学校東
- MRT…延岡市緑ヶ丘3丁目10番16号の聖心ウルスラ学園高等学校西